# نيكولاس كريستوف
نيكولاس دونابات كريستوف  (بالإنجليزية: Nicholas Kristof)‏(ولد 27 أبريل 1959) هو صحفي وكاتب وعمودي أميركي ذو الميول الليبرالية. هو حائز على جائزتي بوليتزر. يكتب مقالة أسبوعيا في صحيفة ذا نيويورك تايمز منذ 2001 ويساهم في ادارة البرامج وكالة سي أن أن بانتظام، وقالت صحيفة ذا واشنطن پوست إنه أعاد تحديد صحافة الرأي من خلال شدته على الانتهاكات لحقوق الإنسان والمظالم الاجتماعية، مثل الاتجار بالبشر والحرب في دارفور. ورئيس أسقفة إفريقيا الجنوبية ديزموند توتو وصف كريستوف بأنه إفريقي فخري حيث التزامه بتسليط الضوء على صراعات مهملة.

## وصلات خارجية
- نيكولاس كريستوف على موقع IMDb (الإنجليزية)
- نيكولاس كريستوف على موقع إن إن دي بي (الإنجليزية)
- نيكولاس كريستوف على موقع قاعدة بيانات الفيلم (الإنجليزية)